# Förstakammarvalet i Sverige 1945
Förstakammarvalet i Sverige 1945 var ett val i Sverige till Sveriges riksdags första kammare. Valet hölls i den första valkretsgruppen i september månad 1945 för mandatperioden 1946-1953.
Två valkretsar utgjorde den första valkretsgruppen: Stockholms stads valkrets och Älvsborgs läns valkrets. Ledamöterna utsågs av valmän från de landsting som valkretsarna motsvarade. För de städer som inte ingick i landsting var valmännen stadsfullmäktige. 
Ordinarie val till den första valkretsgruppen hade senast ägt rum 1937.

## Valmän
| Landsting/ stadsfullmäktig | H    | LB  | F    | S    | SKP | Totalt |
| -------------------------- | ---- | --- | ---- | ---- | --- | ------ |
| Landsting/ stadsfullmäktig |      |     |      |      |     | Totalt |
| Stockholm                  | 29   | 0   | 16   | 46   | 9   | 100    |
| Älvsborg                   | 15   | 16  | 7    | 32   | 1   | 71     |
| Totalt                     | 44   | 16  | 23   | 78   | 10  | 171    |
| %                          | 25,7 | 9,4 | 13,5 | 45,6 | 5,8 | 100,0  |

## Mandatfördelning
Den nya mandatfördelningen som gällde vid riksdagen 1946 innebar att Socialdemokraterna behöll egen majoritet. 
| Parti  | Parti                            | FK 1945 | 1:a valkretsgruppen | 1:a valkretsgruppen | 1:a valkretsgruppen | FK 1946 |
| Parti  | Parti                            | FK 1945 | Innan               | Efter               | Ändring             | FK 1946 |
| ------ | -------------------------------- | ------- | ------------------- | ------------------- | ------------------- | ------- |
|        | Socialdemokraterna               | 83      | 10                  | 11                  | ▲1                  | 84      |
|        | Högerns riksorganisation         | 30      | 7                   | 5                   | ▼2                  | 28      |
|        | Landsbygdspartiet Bondeförbundet | 21      | 2                   | 2                   | ▬                   | 21      |
|        | Folkpartiet                      | 14      | 3                   | 3                   | ▬                   | 14      |
|        | Sveriges kommunistiska parti     | 2       | 0                   | 1                   | ▲1                  | 3       |
| Totalt | Totalt                           | 150     | 22                  | 22                  | ▬                   | 150     |

## Invalda riksdagsledamöter
Stockholms stads valkrets: 
- Ebon Andersson, h
- Knut Ewerlöf, h
- Harald Nordenson, h
- Karl Wistrand, h
- John Bergvall, fp
- Erik Englund, fp
- Georg Branting, s
- Ewald Johannesson, s
- Ulla Lindström, s
- Ture Nerman, s
- Axel Strand, s
- Fredrik Ström, s
- Valter Åman, s
- Gunnar Öhman, k

Älvsborgs läns valkrets:
- Georg Andrén, h
- Johan Friggeråker, bf
- Bror Nilsson, bf
- John Björck, fp
- Edvard Björnsson, s
- Knut Hesselbom, s
- Karl Johan Olsson, s
- Gunnar Sträng, s